# Hannelore Menzel
Hannelore Menzel (geboren in Erlangen) ist eine deutsche Handballtorhüterin und Leichtathletin.

## Handball

### Vereinskarriere
Im Alter von 16 Jahren begann sie bei der SG Siemens Erlangen mit dem Handballspielen auf dem Großfeld und in der Halle. Drei Jahre blieb sie dort aktiv, auch für die erste Mannschaft. Im Anschluss spielte sie zwanzig Jahre lang beim 1. FC Nürnberg. Mit den Nürnbergerinnen wurde sie fünf Mal Deutsche Meisterin.

### Nationalmannschaft
Sie bestritt 29 Länderspiele für die deutsche Nationalmannschaft.
Mit dem Team nahm sie auch an Turnieren teil, so an der Weltmeisterschaft 1971 und an der Weltmeisterschaft 1973.

## Leichtathletik
Sie war, für die SG Siemens Erlangen startend, deutsche Jugendmeisterin und in den Jahren 1967 und 1968 Juniorenmeisterin im Speerwurf.

## Ehrungen
Am 1. Oktober 1972 wurde Hannelore Menzel zusammen mit den anderen Spielerinnen des 1. FC Nürnberg für „Hervorragende sportliche internationale Leistungen im Hallenhandball und nationale Leistungen im Hallen- und Feldhandball“ mit dem Silbernen Lorbeerblatt ausgezeichnet.

## Privates
Nach ihrer Handballkarriere war sie in der Personalabteilung von Siemens in Erlangen tätig.